# Koninklijke Thaise luchtmacht
De Koninklijke Thaise luchtmacht (Thais: กองทัพอากาศไทย) is de luchtmacht van het Zuidoost-Aziatische koninkrijk Thailand. Ze vliegt voornamelijk met westerse toestellen, met de F-16 als voornaamse gevechtsvliegtuig.

## Geschiedenis
In 1911 vloog de Belgische piloot Charles Van Den Born in een Farman-toestel boven Bangkok de eerste vlucht boven het land dat toen nog Siam heette. Hij maakte hiermee indruk op de vele aanwezigen, waaronder koning Rama VI die meteen drie officieren op vliegschool naar Frankrijk stuurde. Toen ze twee jaar later opgeleid waren werden vier Breguet-eenzitters en vier Nieuport-tweezitters gekocht en was het Thaise luchtwezen geboren. Nadat de eenheid was verhuisd naar een nieuw vliegveld werd ze op 27 maart 1914 tot legerluchtkorps verheven. Die behoorde nog tot eind 1921 tot het leger en werd daarna een aparte divisie. In 1935 werd ze de luchtmachtdivisie om twee jaar later uiteindelijk de koninklijke Thaise luchtmacht te worden. De luchtmacht bestond toen reeds uit vijf wings.

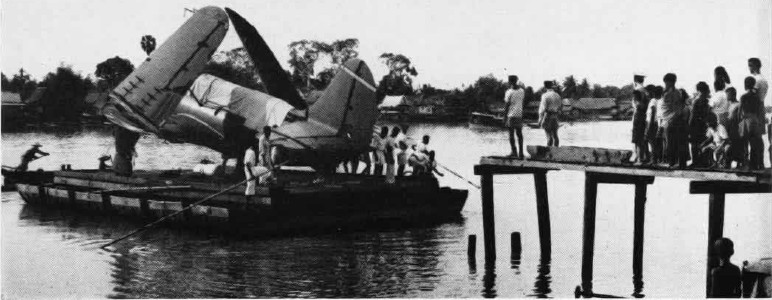
De levering van Curtiss SB2C-5 Helldivers aan Thailand in 1951.

Door geldgebrek kon Thailand de snelle technologische vooruitgang in de luchtvaart na de Tweede Wereldoorlog moeilijk volgen. Thailand schafte haar toestellen aan in het westen; vaak met westerse steun. Op die manier verkreeg het land in 1957 haar eerste straaljagers: de Lockheed T-33. De luchtmacht groeide wel met de jaren en bestond in de jaren 1980 al uit elf wings bestaande uit smaldelen.

## Luchtmachtbases
Volgende zijn de bases van de Thaise luchtmacht:
- Bangkok / Internationale Luchthaven Don Mueang: Transport, VIP, gevecht (F-5), opleiding, helikopter.
- Chiangkham / Luchtmachtbasis.
- Chiang Mai / Internationale Luchthaven Chiang Mai: Gevecht (L-39).
- Hat Yai / Internationale Luchthaven Hat Yai.
- Kamphaeng Saen: Opleiding.
- Khok Kathiam: Helikopter.
- Khorat: Gevecht (F-16).
- Loei.
- Phitsanulok: Verkenning.
- Prachuap Khiri Khan: Opleiding.
- Sakon Nakhon.
- Surat Thani / Internationale Luchthaven Surat Thani: Gevecht (F-5, JAS39), Verkenning.
- Takhli: Gevecht (L-39, F-16), Verkenning.
- Trat / Luchthaven Trat.
- Ubon Ratchathani: Gevecht (F-5).
- U Tapao: Verkenning, transport, helikopter.

De Thaise luchtmacht maakt verder gebruikt van ruim veertig kleinere vliegvelden.

## Inventaris
| Toestel                              | Versie(s)        | # (or.)     | Rol           | Herkomst                |             |
| Vliegtuigen                          | Vliegtuigen      | Vliegtuigen | Vliegtuigen   | Vliegtuigen             | Vliegtuigen |
| Opleiding                            | Opleiding        | Opleiding   | Opleiding     | Opleiding               | Opleiding   |
| ------------------------------------ | ---------------- | ----------- | ------------- | ----------------------- | ----------- |
| Cessna T-41 Mescalero                | T-41D            | 6           | Basis         | Verenigde Staten        |             |
| Diamond DA42                         |                  | 6           | Geavanceerd   | Oostenrijk              |             |
| PAC CT/4                             | CT-4 A/E         | 20 (24)     | Basis         | Nieuw-Zeeland           |             |
| Pilatus PC-9                         | PC-9M            | 23          | Geavanceerd   | Zwitserland             |             |
| Gevecht                              |                  |             |               |                         |             |
| Aero L-39 Albatros                   | L-39ZA/ART       | 36          | Lichte aanval | Tsjechië                |             |
| Dassault/Dornier Alpha Jet           | A                | 19          | Lichte aanval | Duitsland               |             |
| Lockheed Martin F-16 Fighting Falcon | F-16A F-16B      | 46 15       | Multirol      | Verenigde Staten        |             |
| Northrop F-5                         | F-5T F-5E F-5F   | 14 5 10     | Grondaanval   | Verenigde Staten        |             |
| Pilatus AU-23A Peacemaker            |                  | 20          | Varia         | Zwitserland             |             |
| Saab JAS39 Gripen                    | JAS39C JAS39D    | 8 4         | Multirol      | Zweden                  |             |
| Verkenning                           |                  |             |               |                         |             |
| GAF Nomad                            | N.22B            | 19          | Patrouille    | Australië               |             |
| IAI Arava                            | 201              | 3           | Patrouille    | Israël                  |             |
| Learjet 35                           | 35A              | 2           | Patrouille    | Verenigde Staten        |             |
| Saab 340                             | S-100B Argus     | 3           | AWACS         | Zweden                  |             |
| Transport                            |                  |             |               |                         |             |
| Airbus A310                          | A310-300         | 1           | VIP           | Europese Unie           |             |
| Airbus A320                          | A319-115X CJ     | 1           | VIP           | Europese Unie           |             |
| Alenia G.222                         |                  | 3 (6)       | Tactisch      | Italië                  |             |
| ATR 72                               | ATR-72-500       | 4           |               | Frankrijk               |             |
| Avro 748                             | Series-2         | 4 (5)       | Korte-afstand | Verenigd Koninkrijk     |             |
| Basler BT-67                         |                  | 7 (8)       | Tactisch      | Verenigde Staten        |             |
| Boeing 737                           | B737-8Z6         | 1           | VIP           | Verenigde Staten        |             |
| Lockheed C-130 Hercules              | C-130H C-130H-30 | 6           | Tactisch      | Verenigde Staten        |             |
| Helikopters                          |                  |             |               |                         |             |
| Bell 412                             | 412EP/SP         | 8           | VIP           | Canada Verenigde Staten |             |
| Bell UH-1 Iroquois                   | UH-1H            | 20          | Varia CSAR    | Verenigde Staten        |             |
| Sikorsky S-92 Superhawk              |                  | 3           | VIP           | Verenigde Staten        |             |